# 哈斯特鷹
哈斯特鵰（學名：Hieraaetus moorei），又名哈斯特鷹或摩氏鷹鵰，是一種已滅絕的巨型鵰，曾生活在紐西蘭的南島。毛利人稱牠們為Poukai與Hokioi（或hakawai），Hokioi這個經常被引用的名稱則是與虛幻的鳥類紐西蘭鷸有關連－特別是牠們已經絕種，棲息在南島的亞種。哈斯特鵰是地球上曾經出現過最大的鷹科動物。

## 特徵

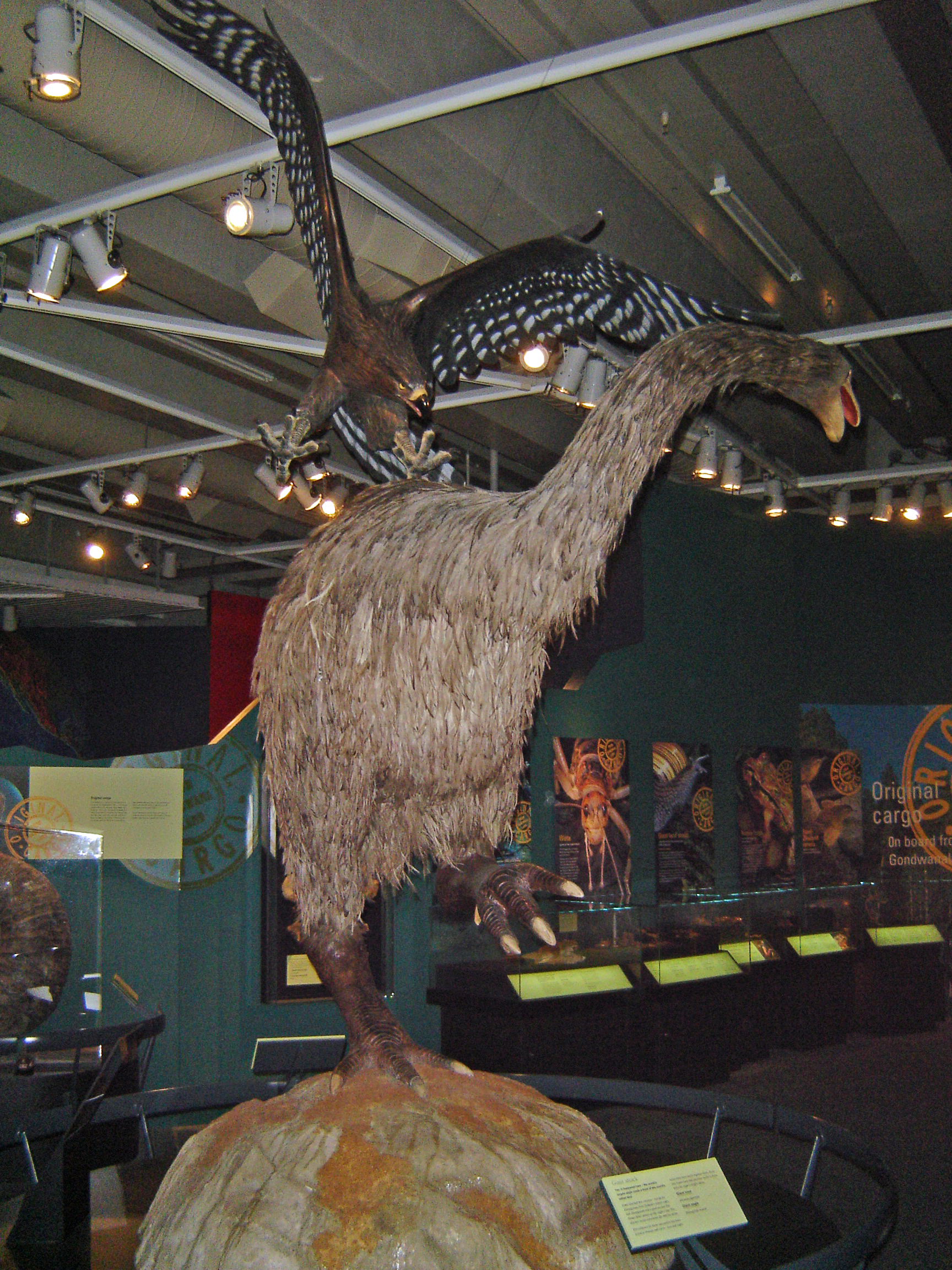
哈斯特雕利用巨大的勾爪攻擊恐鳥的模型，展示於紐西蘭的紐西蘭國立博物館（Te Papa Tongarewa）中

雄性的哈斯特鵰重9至10公斤，而雌性的哈斯特雕則重達10至15公斤。牠們的翼展最長約2.6至3公尺，以重量來說是相對較短的，最大的金雕及虎頭海雕的翼展可能與哈斯特鵰相當，不過這有助於牠們在紐西蘭的密集樹林中獵食。有時哈斯特雕被描述成進化成不具飛行能力的鳥類，但是這是不正確的。倒不如說，哈斯特雕代表著鳥類從古代滑翔飛行的模式朝向較高翼負載與可操縱性的演化的起始。因為擁有強壯的足部，翅膀上也有結實的肌肉，所以哈斯特雕即使有著龐大的體重，牠們在地面上，也可以藉由一個跳躍就起飛。
哈斯特雕的尾部幾乎可以確定是相當長的，可以達到50公分，牠們寬闊的尾部進一步增加了可操縱性並提供額外的升力。雌性哈斯特雕的身長也許可以達到1.4公尺，站立時的高度約90公分，甚至可能稍微超過90公分。
哈斯特雕以巨大的、不具飛行能力的鳥類為主食，包括體重可以達到哈斯特雕15倍的恐鳥。牠們以每小時80公里的速度來攻擊獵物，經常是用一隻腳的爪來抓住獵物的骨盆，並以攻擊頭部或頸部來殺死牠們。哈斯特雕巨大的嘴部用來撕裂內部的器官，並且使得獵物失血而死亡。因為缺乏其他大型的掠食者或食腐動物，一隻哈斯特鵰可以輕易地在幾天中獨占一隻巨大的獵物。
早期紐西蘭的人類（毛利人約在1000年前抵達紐西蘭）大量以體型巨大且不會飛行的鳥類為食，包括所有的恐鳥，最後導致牠們從地球完全消失。這也使得哈斯特雕在1500年左右因為食物的來源逐漸減少而滅絕，也可能是遭到人類獵捕：以大型不會飛行的鳥類為食的巨大掠食者被認為會威脅到毛利人，因為哈斯特雕可以殺死重400公斤的恐鳥，所以一個成年人也是可以獵捕的對象。

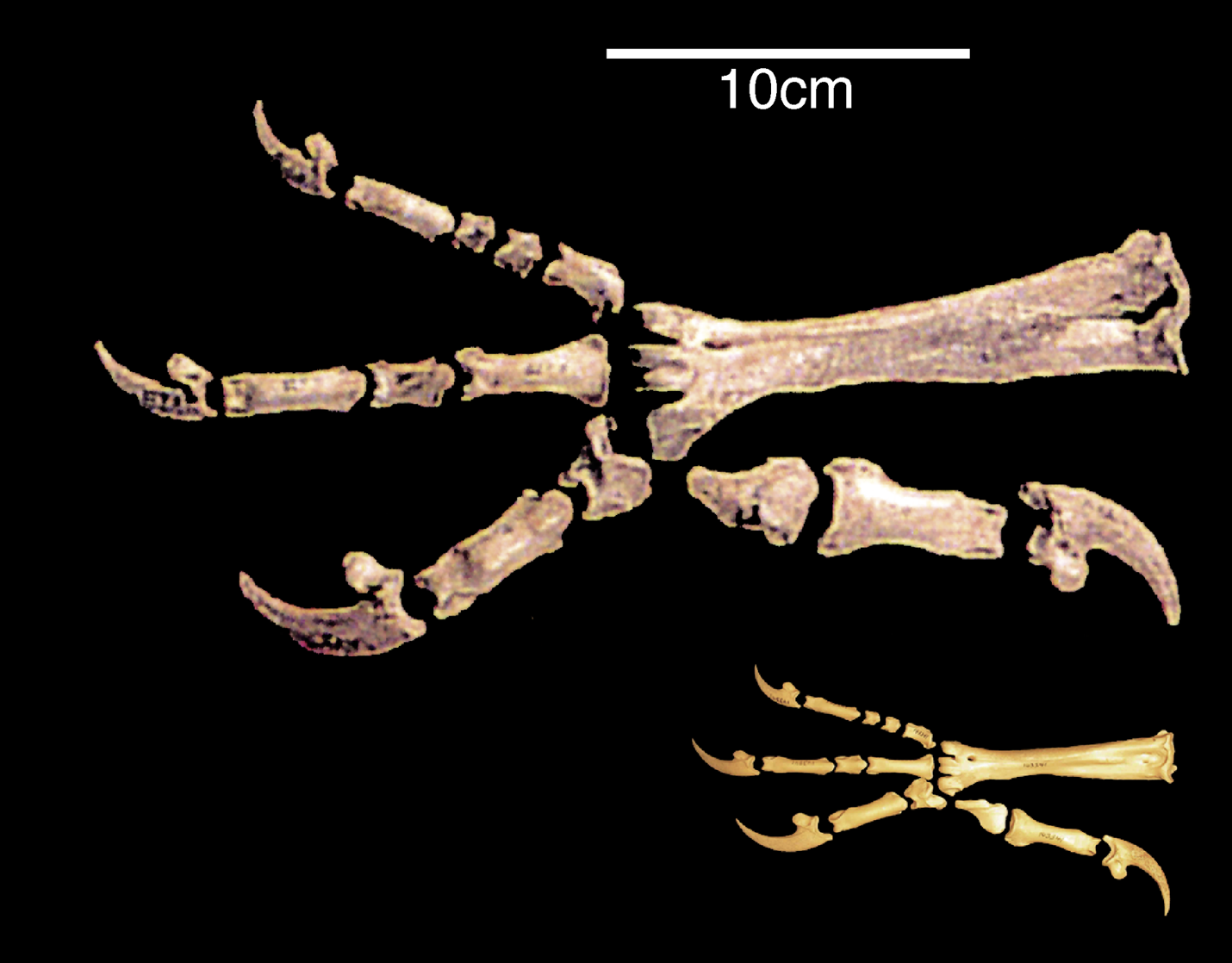
哈斯特雕與現存最接近的種類小雕的比較

一位知名的探險家查爾斯·道格拉斯（Charles Douglas）宣布他在紐西蘭的旅行時，曾經在蘭斯伯拉河（Landsborough River）河谷遇到兩隻巨大的猛禽（很可能在1870年代），並且射殺及將牠們當成食物。這些鳥或許是哈斯特雕最後的殘存，但其可能性非常低，因為在500年間沒有足夠的食物來維持哈斯特雕的數量，而且19世紀時毛利人的知識已經確定牠們不曾被目擊過。儘管如此，查爾斯·道格拉斯對於野生動物的觀察是大體上是可靠的，所以一個更可能的解釋是：這些翼展3公尺的可疑鳥類的體型是被高估了，牠們其實是Circus eylesi。這是目前已知體型最大的一種鵟（體型中等的鷹類），也是一種掠奪者。雖然牠們估計在史前時代就已經滅絕，不過因為牠們的覓食習性，所以這種鵟是最有可能的候選者。
直到後來人類的殖民活動開始後，唯一在紐西蘭發現的陸棲哺乳類是3種蝙蝠，其中1種最近已經絕種了。沒有哺乳動物及掠食者的威脅，鳥類占據了紐西蘭主要的動物生態位。恐鳥是草食性動物－類似鹿或牛－哈斯特雕則是掠食者，類似處於食物鏈最頂點的虎與棕熊等頂級掠食者。
DNA分析顯示哈斯特雕最接近的種是體型較小的小雕與靴雕（同屬於真雕屬），而不是先前認為的巨大的楔尾雕。一旦確認，哈斯特雕可能以Aquila moorei被重分類。哈斯特雕可能是在700,000至1,800,000年前從這些小型的雕類中演化出來的。牠們的體重經過這段時期後，增加了10到15倍，這種體重上的進化是已知的脊椎動物中最快與最巨大的。這可能是因為存在著巨大的獵物與缺乏其他巨大掠食者競爭的緣故。
恐鳥在喬治·亨利·摩爾（George Henry Moore）擁有的土地被發現後，德國地質學者哈斯特（Julius von Haast）首次將哈斯特雕分類，並命名為Harpagornis moorei。

## 外部連結
- New Zealand Birds Limited Haast Eagle page（页面存档备份，存于）
- New Zealand Eagle website（页面存档备份，存于）
- NZ Conservation Trust (Charles Douglas' reputed sighting)